# Amoris laetitia

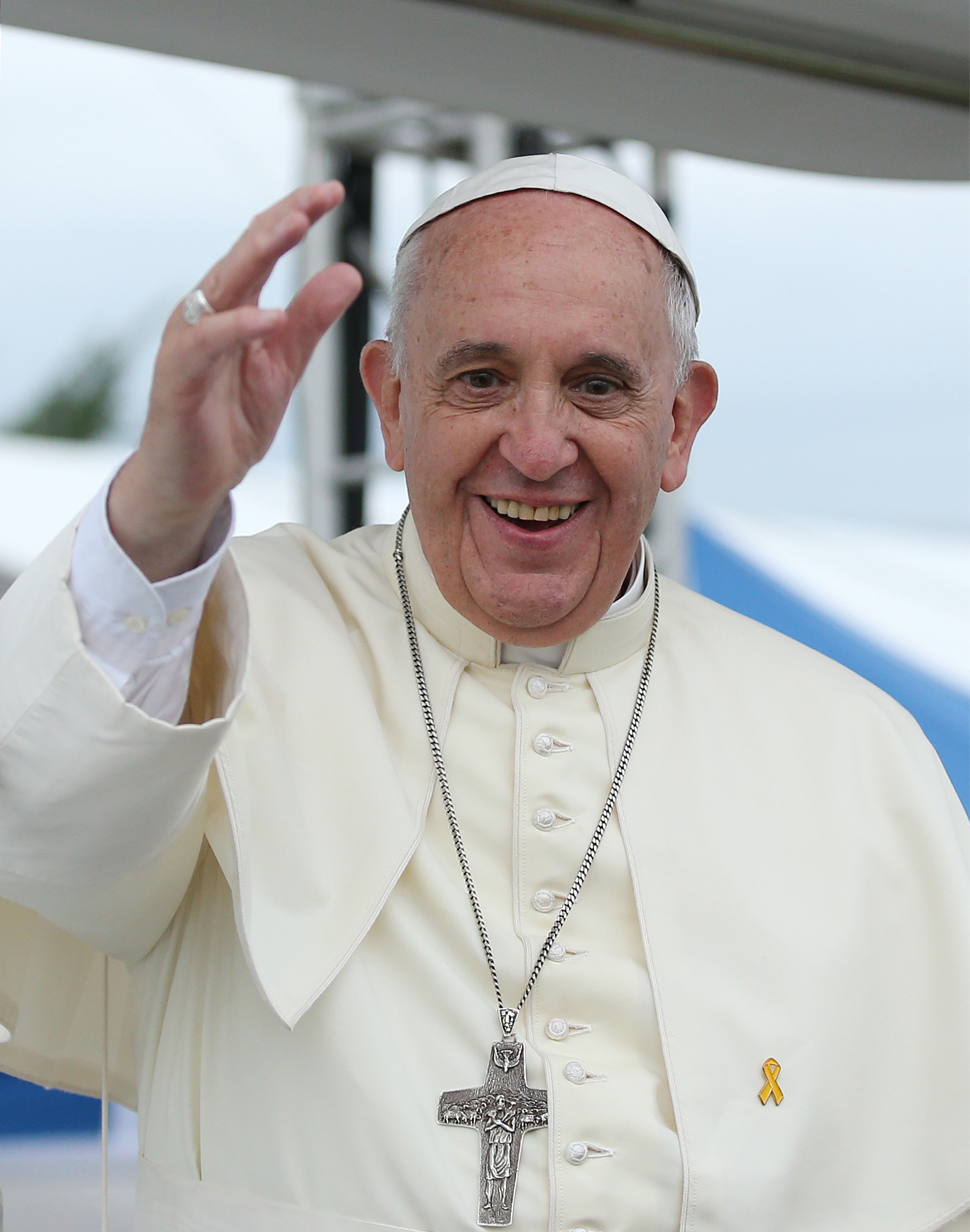
Папа римский Франциск

Amoris laetitia (с лат. — «Радость любви») — послесинодальное апостольское обращение папы римского Франциска о семье и её месте в современном мире. Обращение, датированное 19 марта 2016 года, было опубликовано 8 апреля того же года на шести языках: итальянском, французском, английском, немецком, испанском и португальском. Увещание было представлено в зале печати Ватикана генеральным секретарём Синода епископов Лоренцо Бальдиссери и архиепископом Вены Кристофом Шёнборном.
Увещание было создано по итогам работы Синода епископов католической церкви, который провёл две тематические ассамблеи — в октябре 2014 и октябре 2015 годов. Итоговый епископальный отчёт из 94 пунктов, написанный после острой дискуссии, был передан папе Франциску. Отчёт часто цитируется в «Радости любви» наряду с работами и учениями предшественников Франциска и его собственными многочисленными наставлениями о семье.
«Радость любви» состоит из предисловия и девяти глав и занимает 261 страницу. Франциск утверждает в увещании католический идеал семьи и придерживается католической доктрины, но делает при этом некоторые «революционные», по мнению либералов, послабления. В частности, это касается разведённых верующих, которые повторно вступили в брак. По мнению Франциска, такие католики «должны быть более интегрированы в христианские общины», поскольку «никто не может быть приговорен навсегда».
Высказываясь на тему однополых союзов, Франциск призывает не унижать и не дискриминировать гомосексуалов, однако заявляет, что «не существует никакой базы для уподобления или установления аналогий, даже отдаленных, между однополыми союзами и предначертанием Бога относительно брака и семьи». По мнению Франциска, «фактические союзы или союзы между людьми одного пола, в частности, не могут быть просто приравнены к браку. Ни один ненадежный или закрытый для передачи жизни союз не обеспечивает будущего общества».
Папа в «Радости любви» призывает «проявлять меньше осуждения и больше понимания по отношению к людям в „неправильных“ ситуациях». Главы церквей отметили милосердный тон, с каким написано увещание, призывающее епископов «быть дружелюбными и заботливыми, когда они имеют дело с людьми в сложных обстоятельствах».